# Xã Ash, Michigan
Xã Ash (tiếng Anh: Ash Township) là một xã thuộc quận Monroe, tiểu bang Michigan, Hoa Kỳ. Năm 2010, dân số của xã này là 7.783 người.